# Réciprocité générale
 (août 2025).
La réciprocité générale est un concept introduit par l'économiste Serge-Christophe Kolm dans son livre la Bonne économie paru en 1984. Il désigne un système économique où chacun donne à la société, et, réciproquement, reçoit de l'ensemble des autres. La réciprocité générale s'oppose à l'échange (en particulier marchand) et à la contrainte directe. Ce concept est repris dans un ouvrage ultérieur paru en 2008, Reciprocity.

## La Bonne Économie(1984)
La bonne économie est un ouvrage de philosophie sociale qui entend montrer la possibilité d'un autre système économique, qui ne serait ni basé sur l'économie de marché ni sur la planification autoritaire, mais sur la "réciprocité générale", qui est la mise en série de "dons généraux". Le don se distingue du transfert contraint imposé par une entité sociale extérieure, ainsi qu'à l'échange, notamment l'échange marchand. Quant au don général, c'est un don à la collectivité, et non à un individu en particulier que le donateur connaîtrait (p. 55). Ce don général supprime les défauts éthiques du don pouvant se produire (dissymétrie, inégalité, humiliation, domination, endettement, obligation morale), de par le fait que dans ce type de don, le donateur ne donne pas à une personne spécifique (pp. 81-83). 
L'auteur compare la réciprocité générale avec d'autres principes sociaux voisins, tels que l'autogestion, le communisme, l'autonomie, la mutualité, la communauté, le contrat, social, les pensées anthropologiques, la pensée sociologique, le droit (chapitre 5). La réciprocité générale suppose l'intériorisation du besoin des autres, de sorte que l'adage communiste "de chacun selon ses moyens, à chacun selon ses besoins" devient en réciprocité générale "de chacun, volontairement, selon les besoins des autres" (p. 168).

## Reciprocity(2008)
L'ouvrage Reciprocity reprend en partie le concept de réciprocité générale, et est présenté par Kolm comme complémentaire de La bonne économie (p. 8). Il y travaille la notion de réciprocité dont la réciprocité générale est un cas particulier. Les actes de réciprocité sont les réponses suscitées par un don, par opposition à l'échange, la réciprocité étant le fait de "traiter autrui comme on vous traite, volontairement et non en vertu d'un accord d'échange contraignant" (p. 1).
Dans le chapitre 4, l'auteur distingue :
- la réciprocité directe et bilatérale : A → B (A donne à B) suscite un autre don B → A
- les réciprocités étendues où A → B (A donne à B) peut susciter :
  - B → C (réciprocité généralisée si C est un individu, ou réciprocité générale si C est une collectivité)
  - C → A (réciprocité inverse)